# 十田敬三
十田 敬三（とだ けいぞう、本名：山崎 皓、1942年4月15日 - ）は、日本の歌手。

## 略歴
東京都出身。
慶應義塾大学在学中から学生バンドのメンバーとしてボーカルとギターを担当。1960年5月にポス宮崎とコニー・アイランダースのメンバーとしてデビュー。その後、1964年にダニー飯田とパラダイス・キングに加入する。1968年に高橋圭三プロダクションに移籍し、根市タカオカルテットに加入する。
歌手としてはジャズや歌謡曲を中心に活動、またコマーシャルソング、アニメソングなどにも参加した。

## 主な曲

### アニメソング
- デビルマンのうた（『デビルマン』主題歌）
- 今日もどこかでデビルマン（『デビルマン』副主題歌）

### カバーソング
- 月光仮面（『正義を愛する者 月光仮面』主題歌）
- ジャンボーグA（『ジャンボーグA』主題歌）
- 少年仮面ライダー隊の歌（『仮面ライダーV3』副主題歌）
- ウルトラマンタロウ（『ウルトラマンタロウ』主題歌）
- ゆうべのゆめは宝島（『ひらけ!ポンキッキ』）

### CMソング
- サロンパス（久光製薬）
- アサヒ本生（アサヒ）
- サントリービール純生（サントリー）
- 旭化成ザバザバ（旭化成）
- エースコックあんかけ一番（エースコック）
- パイロット・黄色い帽子（パイロット万年筆）
- リポビタンD（大正製薬）
- ユニオンカーワックス（石原薬品）
- セイコー、ロードマチック（服部時計店）
- 明治生命「幸せが走る」（明治生命保険）
- キュービクル（日本電機産業）
- 日本ケミファ
- マンズワイン デ・カンタ（キッコーマン醤油）
- コダック フィルム（コダック）
- 日立キドマトロン テレビ（日立製作所）
- デサント アディダス
- サンヨー冷凍冷蔵庫（三洋電機）
- グロリア魔法瓶
- スプライト 500（日本コカ・コーラ）
- ガードハロー歯磨き（花王）
- 日野レンジャー（日野自動車）
- ハウス ジャワカレー（ハウス食品）
- ライオン ブルーチャイム（ライオン）
- イチジク浣腸（イチジク製薬）
- 牛乳ブランド デオドラントシャンプー（牛乳石鹸共進社）

### 歌謡曲
- マイラヴ
- 愛のねむり
- よくある話
- ミリオ、まぼろしの女
- くちべにのあとは
- 愛のぬけがら
- おなじ光の中で

### その他
- 明日にむかって-深呼吸（'73ハーティ大丸夏のテーマ）
- 若い仲間（共同石油イメージソング[注釈 1]）
- 「こ」と「い」と「は」と「ほ」 （フジテレビジョン『ひらけ!ポンキッキ』1973年発売のLP『ひらけ!ポンキッキ』E-1012収録）
- いがぐり くりくり （『ひらけ!ポンキッキ』1974年発売のLP『ひらけ!ポンキッキ Vol.2』E-1014収録）

## テレビ出演
- 『くらぶ圭三』（東京12チャンネル）
- 『あなたと夜と』